# Граховський Олександр Адамович
Олександр Адамович Граховський (6 березня 1938, село Дуброва, тепер Жлобинського району Гомельської області, Білорусь — 22 липня 1991, місто Гомель, Білорусь) — радянський державний діяч, 1-й секретар Гомельського обласного комітету КП Білорусії, голова Гомельської обласної ради народних депутатів. Член ЦК КПРС у 1990—1991 роках. Народний депутат СРСР (1989—1991).

## Життєпис
Народився в селянській родині. У 1956—1959 роках — учень Красноберезького технікуму механізації та електрифікації сільського господарства Жлобинського району Гомельської області.
У 1959—1960 роках — механік колгоспу «Радянська Білорусь» Калинковицького району Гомельської області.
У 1960—1961 роках — механік із сільськогосподарських машин, бригадир тракторної бригади радгоспу «Голевичі» Калинковицького району Гомельської області.
У 1961 році — завідувач ремонтної майстерні радгоспу «Дудичі» Калинковицького району Гомельської області.
У 1961—1964 роках — головний інженер радгоспу «Дудичі» Калинковицького району Гомельської області.
Член КПРС з 1962 року.
У 1964—1965 роках — головний інженер радгоспу «Калинковицький» Калинковицького району Гомельської області.
У 1965—1968 роках — керуючий Єльського районного об'єднання «Сільгосптехніка» Гомельської області.
У 1968 році закінчив заочно Білоруську сільськогосподарську академію, інженер-механік сільського господарства.
До 1970 року — заступник голови Гомельського обласного об'єднання «Сільгосптехніка».
У 1970—1971 роках — 2-й секретар Буда-Кошелівського районного комітету КП Білорусії Гомельської області.
У 1971—1974 роках — голова виконавчого комітету Буда-Кошелівської районної ради депутатів трудящих Гомельської області.
У 1974—1979 роках — заступник міністра сільського господарства Білоруської РСР.
У 1979—1981 роках — слухач Академії суспільних наук при ЦК КПРС у Москві.
У 1981—1983 роках — заступник голови Державного комітету Білоруської РСР з виробничо-технічного забезпечення сільського господарств.
З червня по грудень 1983 року — заступник міністра сільського господарства Білоруської РСР — голова республіканського виробничо-наукового об'єднання з агрохімічного обслуговування сільського господарства «Білсільгоспхімія».
У 1983—1985 роках — 1-й заступник голови виконавчого комітету Гомельської обласної ради народних депутатів — голова ради обласного агропромислового об'єднання.
1 квітня 1985 — листопад 1989 року — голова виконавчого комітету Гомельської обласної ради народних депутатів.
28 жовтня 1989 — 22 липня 1991 року — 1-й секретар Гомельського обласного комітету КП Білорусії.
У травні 1990 — липні 1991 року — голова Гомельської обласної ради народних депутатів.
Помер 22 липня 1991 року в місті Гомелі. Похований на Східному цвинтарі Мінська.

## Нагороди і звання
- орден Леніна
- два ордени Трудового Червоного Прапора
- орден «Знак Пошани»
- медалі